# گلنوش سلطان

گلنوش سلطان (متولد ۱۶۴۲ در ونیز – درگذشته ۶ نوامبر ۱۷۱۵ در استانبول) با نام کامل امت‌الله ماه‌پاره رابعه گلنوش سلطان همسر محمد چهارم و تنها خاصگی او، والده سلطان مصطفی دوم و احمد سوم و آخرین زن قدرتمند و با نفوذ در امپراتوری عثمانی بود. او بعد از کوسم سلطان تنها زنی است که برای مدت ۲۰ سال دوبار والده سلطان شد. مسجد ینی والده در استانبول به فرمان او ساخته شد.

## زندگی
گلنوش سلطان با اصالتی یونانی به نام اصلی اِومِنیا ووریا (Ευμενία Βόρια) در سال ۱۶۴۲ در رتیمنون، جزیرهٔ کرت، تحت حاکمیت ونیز به دنیا آمد. او دختر یک کشیش ارتدوکس یونانی بود.